# Radio Uno (Chile)
Radio Uno fue una estación radial chilena ubicada en el 97.1 MHz del dial FM de Santiago de Chile y con una repetidora en el 91.1 MHz del dial FM en La Serena y Coquimbo. También transmitió vía internet en el resto del país y en todo el mundo.
Su principal propósito era la difusión de música exclusivamente compuesta o interpretada por artistas chilenos, tanto de la escena mainstream como underground y de los más diversos géneros musicales.
Transmitió entre 2008 y 2016 en FM, cuando la radio cerró sus transmisiones por aire (en febrero la de Santiago y en septiembre la de La Serena), quedando como radio en línea. Para 2020, la radio en línea ya no emitía.
La primera canción emitida por Radio Uno fue Brevemente... Gente de Florcita Motuda, en su versión original de 1977.

## Historia
Inició sus transmisiones el día viernes 18 de abril de 2008 en el 97.1 MHz, frecuencia ocupada anteriormente por RadioActiva, que volvió al 92.5 MHz (en Santiago) y finalizó sus transmisiones en FM para Santiago el 25 de febrero de 2016, donde la señal fue vendida a Radio Corporación. También llegó a La Serena y Coquimbo por el 91.1 MHz; antes ocupada por 40 Principales antes de su fusión con FM Hit en el 105.7 MHz, señal que dejó de transmitir en septiembre de 2016. Era la única emisora de IARC que no contaba con señal satelital en diferentes ciudades del país, excepto en La Serena y Coquimbo.
Según la línea que pretendía Ibero Americana Radio Chile, la idea de Radio Uno era darle un espacio de categoría a todo tipo de música chilena, desde Lucho Gatica, Buddy Richard o Violeta Parra, hasta nombres más actuales, como Alamedas, Teleradio Donoso, Los Bunkers, Fahrenheit, De Saloon, Juana Fe, Chico Trujillo, Américo y Francisca Valenzuela, por ejemplo.
En sus inicios, esta propuesta era novedosa para la radiodifusión chilena, ya que era la única emisora en FM encargada de difundir exclusivamente contenido nacional (también existía La Perla del Dial, de Copesa, sin embargo era por AM y solo existió 10 meses). En sus inicios contó con espacios semanales como Estudio Uno, Movistar Mísica que presentaba a artistas en vivo, pero con el correr del tiempo incorporaron programas diarios como La picá de Uno, Haciendo Patria, Escudo Nacional, Señores Pasajeros entre otros. La radio se consolido como una de las respetadas tanto por los artistas como por el público, a quienes premiaron con diversos eventos como shows aniversarios en el Movistar Arena o celebraciones de fiestas patrias; también destacar la fidelidad de la audiencia con los programas al punto que tenían apodos como Escuderos, Chungungos y Poroteros.

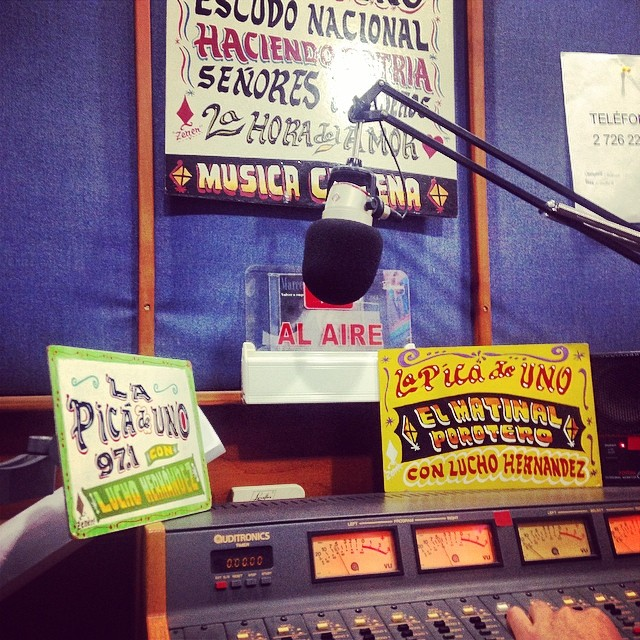
Locutorio de la radio con letreros del programa La Picá de Uno (2014).

El 27 de junio de 2015, debido a las pobres cifras de financiamiento, la radio se reestructura, eliminando toda la programación en vivo de la radio (La Picá de Uno, Los Guardianes de la Parrilla, Escudo Nacional), dejándola netamente solo música envasada. Sus trabajadores fueron reubicados en otras radios del consorcio como ADN, Concierto y Rock & Pop. Solo se mantuvo el programa Fox Sports Radio Chile, ya que su producción era externa a Radio Uno o a IARC.
El 22 de diciembre de 2015, se oficializó por la prensa que Ibero Americana Radio Chile arrendaría la frecuencia 97.1 MHz a Radio Corporación, emisora de corte evangélico durante el 2016, lo que marcaría el fin (solo en FM de Santiago) de Radio Uno. El cierre de la emisora se produce contradictoriamente en el mismo año de la aprobación de la denominada "Ley de fomento a la música chilena", que obligaba a las radioemisoras a incluir en su programación al menos, un 20% de contenido local. Esto hizo que la propuesta de Uno sufriera un declive, ya que no era novedosa y la gente podía escuchar música nacional en otras radioemisoras.
Finalmente la señal FM en Santiago de Radio Uno dejó de emitir en la medianoche del 25 de febrero de 2016, siendo Todos juntos de Los Jaivas y El viejo comunista de Manuel García, las últimas canciones en ser transmitidas. El mismo García publicó un video en su cuenta de Twitter, donde aparece él escuchando los últimos momentos de la radio con su canción al aire, y agradeció a la emisora por el espacio de se les dio en la radio chilena, al igual que otros artistas nacionales como Ana Tijoux, Gepe, Inti-Illimani y Sinergia. La radio siguió emitiendo en línea en su sitio web.
El 1 de septiembre de 2016, Radio Uno abandona la frecuencia 91.1 MHz de la La Serena y Coquimbo, siendo vendida al pastor evangélico chileno Fernando Chaparro y reemplazada por Radio Corporación.
En 2020 el sitio web de Radio Uno seguía activo, aunque el reproductor ya no emitía música.

## Legado
La desaparición en el dial FM de Radio Uno motivó la creación de diversas radios tanto en línea como en frecuencia modulada a nivel nacional que dedicaron su programación solo a artistas chilenos. Ejemplo de ellas son Radio Universidad de Santiago de Chile 94.5 MHz en Santiago  y Radio Dimensión Primavera 107.9 MHz en San Pedro de la Paz, sin embargo estas ya no existen. o bien cambiaron su formato. 

## Antiguas frecuencias
- 97.1 MHz (Santiago); hoy Radio Corporación, sin relación con IARC.
- 91.1 MHz (La Serena/Coquimbo); hoy Radio Corporación, sin relación con IARC.